# Clichy-sous-Bois
Clichy-sous-Bois is een gemeente in het Franse departement Seine-Saint-Denis (regio Île-de-France) en telt 29.127 inwoners (2008). Het is een voorstad van Parijs. De plaats maakt deel uit van het arrondissement Le Raincy.
De inwoners worden Clichois genoemd. Het kwam in de herfst van 2005 in het nieuws door de rellen die er uitbraken.

## Geografie
De oppervlakte van Clichy-sous-Bois bedraagt 4,0 km², de bevolkingsdichtheid is 7072,0 inwoners per km².
De onderstaande kaart toont de ligging van Clichy-sous-Bois met de belangrijkste infrastructuur en aangrenzende gemeenten.

## Demografie
Onderstaande figuur toont het verloop van het inwonertal (bron: INSEE-tellingen).